# Interruptor de làmines

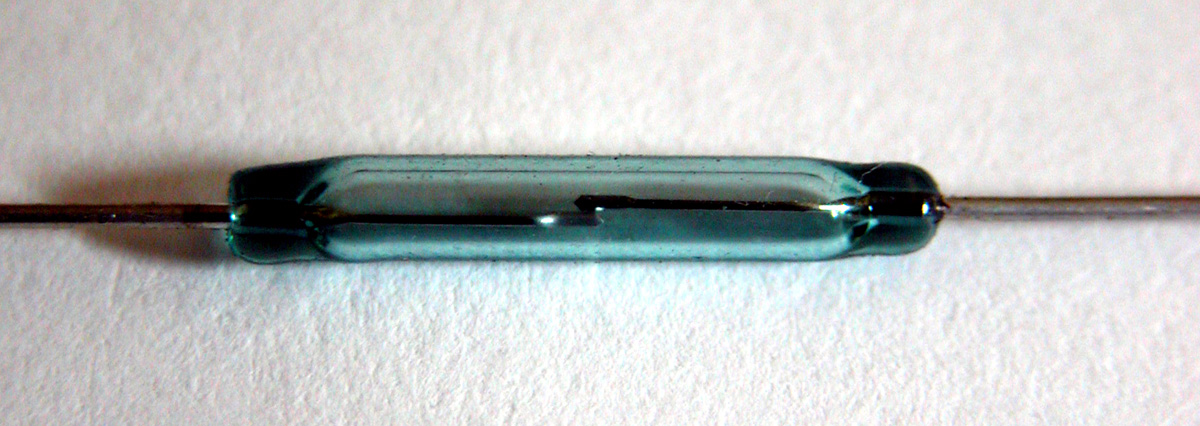
Reed switch.

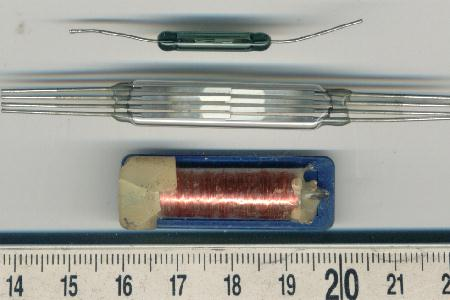
Reed switch, reed rele obert.

Un interruptor de làmines és un interruptor elèctric activat per un camp magnètic.
Quan els contactes estan normalment oberts es tanquen en la presència d'un camp magnètic; quan estan normalment tancats s'obren en presència d'un camp magnètic. Va ser inventat per W. B. Elwood en 1936 quan treballava per a Laboratoris Bell.

## Descripció
El reed switch consisteix en un parell de contactes ferrosos tancats al buit dins un tub de vidre. Cada contacte està segellat en els extrems oposats del tub de vidre. El tub de vidre pot tenir uns 10 mm de llarg per 3 mm de diàmetre.
En apropar-se a un camp magnètic, els contactes s'uneixen tancant un circuit elèctric. La rigidesa dels contactes farà que se separin en desaparèixer el camp magnètic. Per assegurar la durabilitat, la punta dels contactes té un bany d'un metall preciós.
El camp magnètic pot estar generat per un imant permanent o per una bobina.
Com els contactes estan segellats, els reed switch són emprats en llocs amb atmosferes explosives, on altres interruptors es consideren perillosos. Això es deu al fet que l'espurna que es produeix en obrir o tancar els seus contactes queda continguda dins del tub de vidre.
Els reed switch es dissenyen sobre la base de la grandària del camp magnètic enfront del que han d'actuar. La sensibilitat dels seus contactes es canvia en variar l'aliatge amb què es fabriquen, modificant la seva rigidesa i el seu coeficient magnètic.
El cicle de funcionament màxim és d'aproximadament 500 vegades per segon.
El nombre de cicles de vida útil depèn de la càrrega, però en general es pot obtenir més de 100 milions d'operacions.

## Aplicacions
Són utilitzats àmpliament al món modern com a parts de circuits elèctrics. Un ús molt estès es pot trobar en els sensors de les portes i finestres de les alarmes antirrobatori, l'imant va unit a la porta i el reed switch al marc. En els sensors de velocitat de les bicicletas l'imant està en un dels radis de la roda, mentre que el reed switch va col·locat en la forqueta. Alguns teclats d'ordinador són dissenyats col·locant imants en cadascuna de les tecles i els reed switch en el fons de la placa, quan una tecla és pressionada l'imant s'apropa i activa els seus reed switches. Actualment aquesta solució és obsoleta, usant-se interruptors capacitius que varien la condició d'un circuit ressonant.
Els reed switch també tenen desavantatges, per exemple els seus contactes són molt petits i delicats per la qual cosa no pot manejar grans valors de tensió o corrent el que provoca espurnes en el seu interior que afecten la seva vida útil. A més, grans valors de corrent poden fondre els contactes i el camp magnètic que es genera pot arribar a desmagnetizar les contactes.

## Relé reed
Són uns tipus de relé el contacte dels quals és un reed switch. Aquest s'activa quan la bobina és energitzada. Són de grandàries molt reduïdes i poden ser col·locats dins d'un circuit integrat (xip) com a part d'un circuit.

## Per a més informació
Llibres
- "Electric Relays: Principles and Applications"[Enllaç no actiu], Vladimir Gurevich, CRC Press, London - New York, 2005, 671 p.
- "Electronic Devices on Discrete Components for Industrial and Power Applications", Vladimir Gurevich, CRC Press, London - New York, 2008, 418 p.

Revistes
- Miedzinski, B., and M. Kristiansen, Investigations of Reed Switch Dynamics and Discharge Phenomena When Switching Intermediate and Heavy Loads. IEEE Transactions on Components, Hybrids, and Manufacturing Technology, Jun 1982, Volume 5, Issue 2 pg 231- 237. ISSN 0148-6411
- Hinohara, K., T. Kobayashi, and C. Kawakita, Magnetic and mechanical design of ultraminiature reed switches. IEEE Transactions on Components, Hybrids, and Manufacturing Technology, Apr 1992, Volume 15, Issue 2, pg 172-176. ISSN 0148-6411 DOI 10.1109/33.142891
- Pinnel, M., Magnetic materials for dry reed contacts. IEEE Transactions on Magnetics, Nov 1976, Volume 12, Issue 6, pg 789- 794. ISSN 0018-9464
- Demirdjioghlou, S. and M. Copeland, Force measurements on magnetic reeds, IEEE Transactions on Magnetics, Jun 1968, Volume 4, Issue 2, pg 179- 183. ISSN 0018-9464